# Станіслав Щенсний Потоцький
Станіслав Щенсний Потоцький (пол. Stanisław Szczęsny Potocki; 20 лютого 1751, Тартаків  — 14 (26) березня 1805, Тульчин) — польський шляхтич, державний та військовий діяч Речі Посполитої, Російської імперії, магнат, меценат. Претендент на польську корону. Руський воєвода (1785—1791 р.р.), генерал-лейтенант війська польського коронного, маршалок Торговицької конфедерації (1792 р.), белзький, звенигородський, сокальський, гайсинський староста, — генерал російської армії (1797—1798 р.р.). Розмовляв і писав французькою, польською, російською.
Власник Тульчина, Станіслав Щенсний (в історіографії його ім'я також передається як Станіслав Фелікс Потоцький, Станіслав-Фелікс-Щенсний Потоцький, Фелікс Потоцький, Щенсний Потоцький тощо) був одним з найбагатших людей краю, мав 165 000 підлеглих (дослідження різних часів дають зміни в кількості залежного населення, зустрічається цифра, що йому належало 130 249 «ревізьких душ»).

## Дитинство і юність у Кристинополі
Станіслав Щенсний (друге ім'я Щенсний означає «щасливий», латиною — Фелікс), за одними даними, народився 20 лютого 1751 року в містечку Тартакові в давньому замку Потоцьких (нині — село Сокальського району Львівської області, Україна); за іншими, він народився в м. Кристинополі (нині — м. Шептицький Львівської області). В польській та російській історіографії зустрічаються дати народження 1752 або ж 1753 року.
За даними історика Оксани Лобко, яка вперше опублікувала датування народження 20 лютого 1751 року, за місце народження у тогочасних газетах вказується замок Тартаків. Це датування підтверджує Антоній Рей. У молодості підписувався як Станіслав Потоцький, пізніше почав додавати до підпису слово Щенсний (щасливий польською). Увійшов до історії як Станіслав Щенсний Потоцький, у російській історіографії — Станіслав Феліксович Потоцький.
Станіслав — син київського воєводи Франца Салезія Потоцького та його дружини Анни Ельжбети, єдиний спадкоємець маєтностей. Юність провів у батьківському маєтку — розкішному замку в Кристинополі Белзького воєводства — під наглядом матері (була відомою деспотизмом та дивацтвами).
Батько у Кристинополі звів дорогий, пишний палац у французькому стилі; його за величезні володіння та вплив називали «Королем земель руських». Ф. С. Потоцький жив у час, коли місцева шляхта мала необмежені права, обирала за допомогою своєї влади у краю короля; завдяки своєму положенню та багатству користувався винятковою повагою та впливом у Белзькому, Волинському, Київському та Брацлавському воєводствах, утримував власну козацьку роту кількістю 500 чоловік. Потрапити до палацу Потоцьких можна було тільки пройшовши двоє воріт; Ф. С. Потоцький, вимагаючи шани до себе, розпорядився всім, хто під'їжджав до палацу, зупинятися біля других воріт, а звідти йти пішки. Також козацька варта біля других воріт віддавала йому шану, як королеві. Батько був претендентом на польську корону, тому з дитинства Станіслава виховували як майбутнього кандидата.
Для навчання батько вибирав найкращих учителів. Після закінчення навчання перебував у Кристинополі, де був обмежений батьками в коштах та свободі пересування. Мав уроджену шляхетність душі, прагнув допомагати людям, але був обмежений у своїх витратах (батьки видавали йому 180 червоних злотих, за гроші мусив звітувати перед матір'ю; любила, виховувала старим звичаєм в строгості та повазі). Вольф намагався виховати у юного графа високу мораль, почуття відповідальності, милосердя, турботи. Батько і мати Щенсного були дуже суворі. Коли йому було 22 роки батько сформував для сина окремий двір і завидецького старосту, секретаря свого двору, пана Сіраковського призначив маршалком двору сина. С. Щ. Потоцький тоді отримав дозвіл у супроводі двору пересуватись у межах Белзького воєводства, знайомитись з іншими людьми, заводити знайомства. Через кілька тижнів Сіраковський уподобав собі графиню Коморовську і разом з С. Щ. Потоцьким бував у їх маєтку в селі Сушне. Потоцький вподобав собі Кристину (Ґертруду) Коморовську (народилась 1753 або 1755 року у маєтку в Нестаничах тепер Радехівського району, Львівської області), яка відзначалась вродою та розумом. Після третіх відвідин освідчився їй. Коморовські походили з графського роду гербу Корчак (походив з Ораня, Ліптова та Живця), але через переворот у країні втратили свої маєтки; батьки Гертруди володіли незначними маєтками у порівняні з Потоцькими. Після освідчення Потоцького батьки Кристини дали згоду на таємний шлюб.

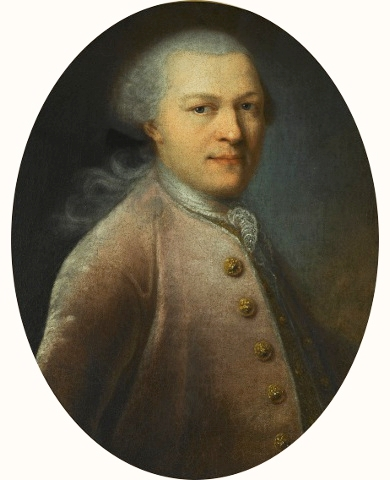
Станіслав Потоцький у віці 20-ти років, автор Олександр Рослін

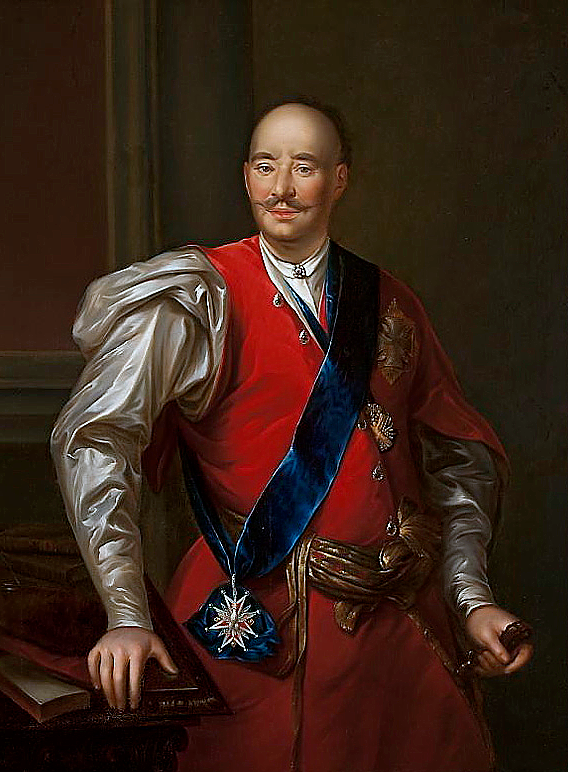
Францішек Салезій Потоцький (батько)

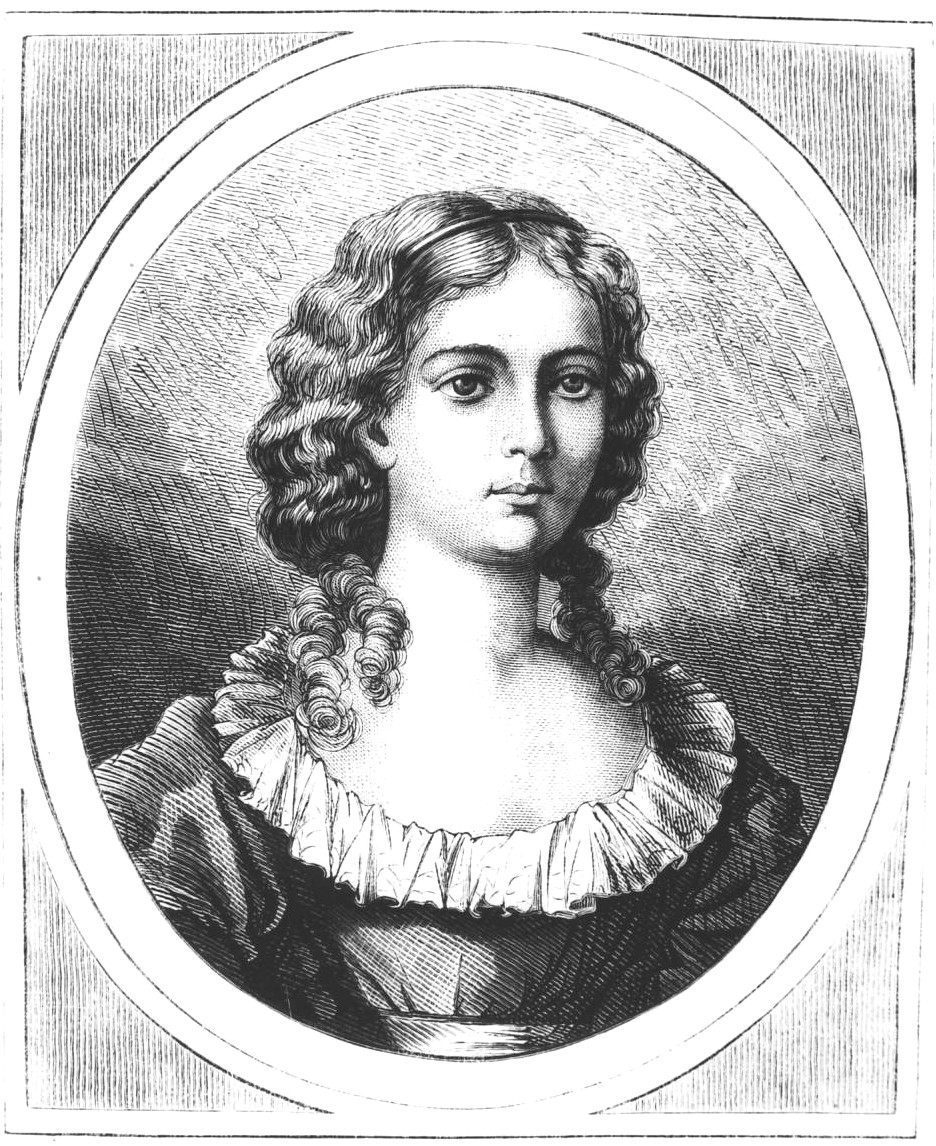
Ґертруда з Коморовських Потоцька (дружина)

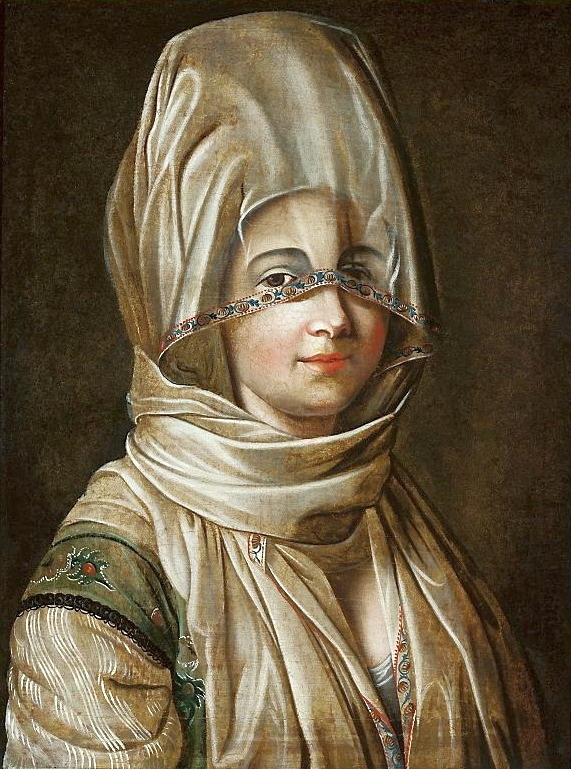
Ґертруда з Коморовських Потоцька (дружина)

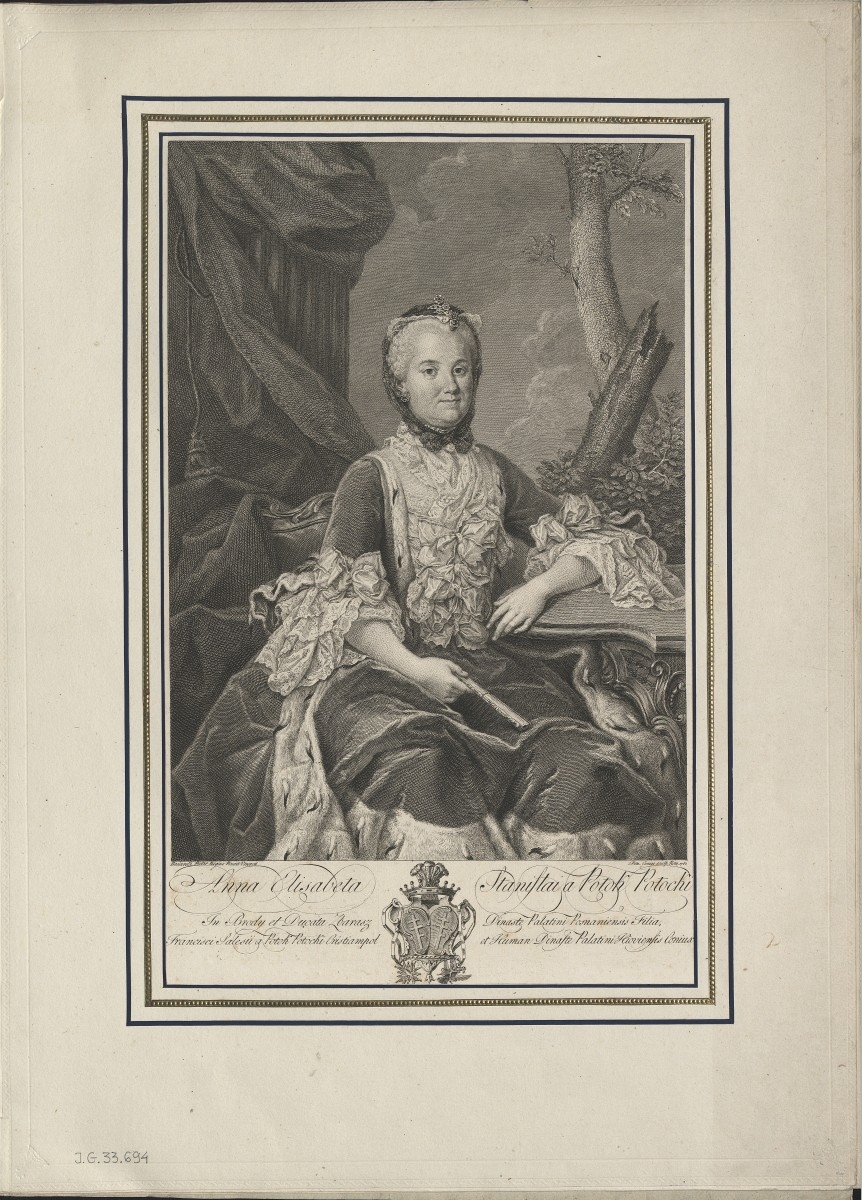
Анна Потоцька (мати)

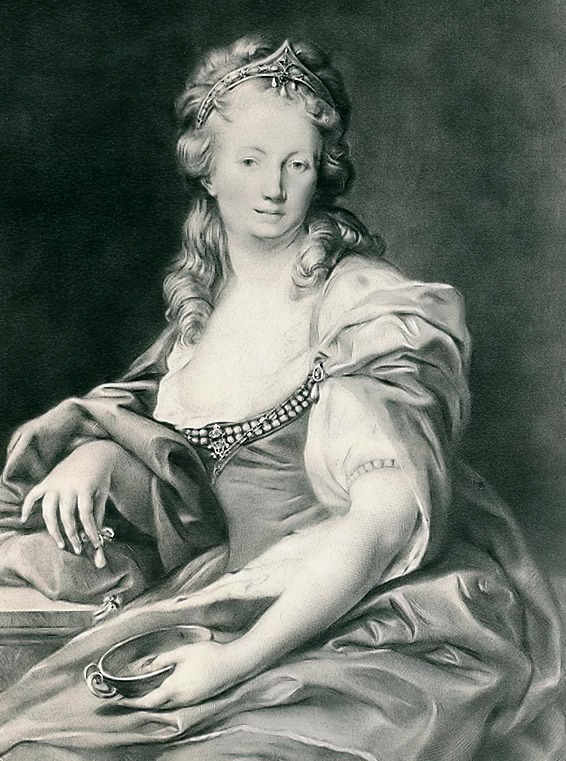
Жозефіна Амалія Мнішек (дружина)

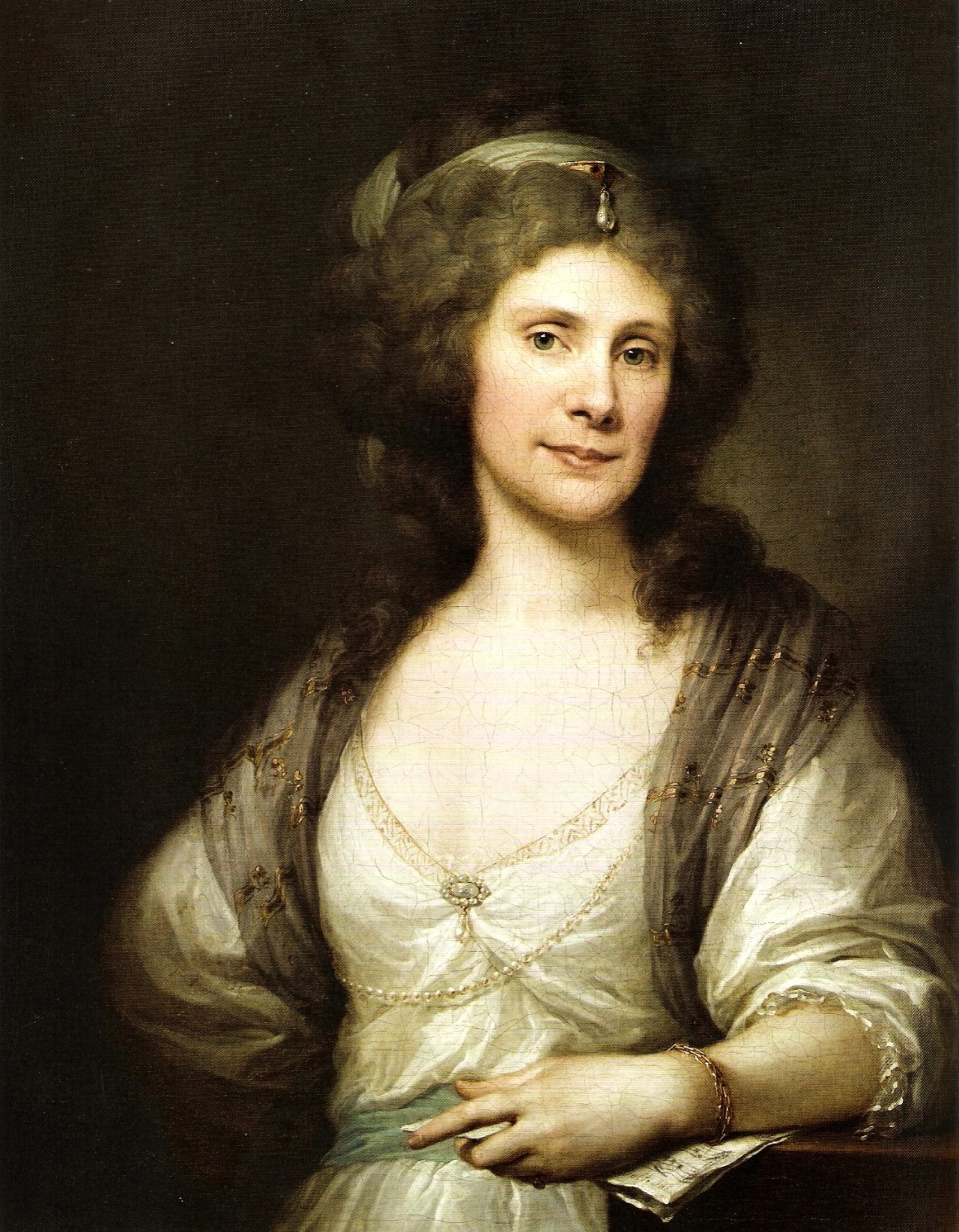
Жозефіна Амалія Мнішек (дружина)

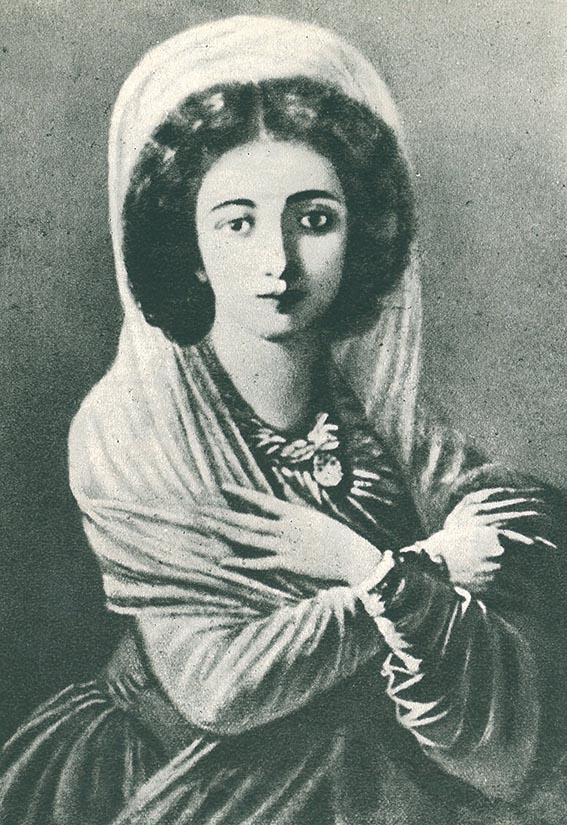
Софія Потоцька (дружина)

Заручини відбулися 18 листопада 1770 року в селі Сушне, де проживали Коморовські. З Ґертрудою С. Щенсний таємно від своїх батьків обвінчався 26 грудня 1770 року у греко-католицькій церкві в Нестаничах.
Через деякий час після шлюбу Коморовські були в Потоцьких; сподіваючись на розуміння, вирішили через посередника таємно повідомити Анну Ельжбету Потоцьку про шлюб. Новина розгнівила А. Е. Потоцьку, яка розповіла її чоловікові. Франц Салезій Потоцький вирішив покарати Сіраковського. Станіслава зранку відправили разом зі шваґром Алоїзом Фрідріхом Брюлем у подорож Європою. Кристину Коморовську наказав полковнику Домбровському і Вільчку забрати від батьків, відвезти до Сандомирського монастиря до отримання розлучення. Коморовські, попереджені про рішення Ф. С. Потоцького, спішно виїхали до Львова, але змушені були заночувати у Новому Селі за дві милі від міста, де дворові козаки знайшли їх. По дорозі задля безпеки Ґертруду накрили подушками, на місце привезли неживу і в Сільці пустити мертве тіло під лід у річку Буг. Домбровський утік, інших свідків нещасливого випадку Ф. С. Потоцький порозсилав у віддалені місцевості.
Батько Христини розпочав судову справу. Амалія Мнішек (мама другої дружини Жозефіни Амалії Мнішек), незабаром після цих подій пішла з життя 13 квітня 1772 року (була отруєна ?). Мати С. Ф. Потоцького, звинувачуючи себе у тому, що сталося, невдовзі після того в Сокалі пішла з життя. 1772 року відбувся перший поділ Польщі, володіння Ф. С. Потоцького відійшли до Габсбурґів. У Ф. С. Потоцького, як і в інших магнатів, було забрано озброєння та заборонено мати власне військо. Імператриця Марія-Терезія пішла назустріч адвокатові (родичу Коморовських), тому Потоцькому було винесено несправедливий найвищий вирок. Повідомлений приятелями, він 11 жовтня прийняв отруту. С. Щ. Потоцький нічого не знав про ці події, перебуваючи за кордоном. Після смерті обох батьків, 22-річний Станіслав Щенсний повернувся в край, де довідався про загибель Гертруди, в результаті чого — став єдиним власником усіх маєтків.
С. Щ. Потоцький дав Коморовським 400 тисяч злотих, містечко Вітов з землями, Плове і Обротов.
У передсмертному заповіті, під благословенням, Ф. С. Потоцький зобов'язував Станіслава одружитися з донькою єдиного свого приятеля — коронного маршалка Єжи Августа Мнішека — Жозефіною Амалією Мнішек.
Станіслав Щенсний Потоцький помер 26 березня 1805 року в Тульчині (нині — Вінницької області).

## Життя вТульчині
Після першого поділу Речі Посполитої маєтності Потоцьких (міста Кристинополь, Тартаків, Варяж, Лящов; також Белзьке, Сокальське, Грубешівське, Стоянівське староства і т. і.) знаходились тепер в Австрії. Перебування після всіх подій було у Кристинополі неможливим, покинув рідні місця, перебрався до Тульчина. Поселився спочатку в дерев'яному дворі, взявся до будування нового палацу.
До переселення Станіслава в Тульчин спонукав випадок з жидом, який був взятий за провину під арешт. Місцеві жиди подали скаргу цісареві Йозефу ІІ, який послав С, Щ. Потоцькому наказ випустити жида з такими словами: рівний над рівними не має влади. С. Щ. Потоцький не хотів більше залишатися в рідному маєтку, почав продавати свої маєтки в Галичині.
1 грудня 1774 С. Щ. Потоцький оженився на Жозефіні Амалії Мнішек (другий шлюб), через рік переніс свою резиденцію до Тульчина. Подружнє життя з новою дружиною було невдалим (дружина почала зраджувати з перших років подружнього життя, за свідченням челяді, половину її дітей були народжені в Європі, де постійно перебувала без чоловіка). Всі маєтки у Галичині віддав Адаму Поніньському, який зобов'язався виплатити борги його батька, а взаміну чого отримав би на 50 років право користування державним Звенигородським староством.
Перед шлюбом в 1774 Станіслав Потоцький оглянув Тульчинські землі. В 1780 разом з дружиною проживали в дерев'яній резиденції. В 1786 розпочав побудову Домініканського костьолу в Тульчині. Разом з палацом заклав палацовий парк «Хороша», в якому містився театральний будинок. Потоцький спровадив до Тульчинських маєтків расову худобу та овець. Він перетворив невелику місцину в квітуче місто з фабриками сукна, полотна, сідел, повозів, оборонної зброї. Тульчин був столицею одного з найбільших магнатів з найбільшими земельними володіннями. Панство Потоцького складалося з Уманської волості, тульчинських, браїлівських, могилівських маєтків, з Гайсинського староства до якого були приєднані дашковські, кальницькі, ковальовські маєтки, Грушка та Звенигородське староство. Найбільшою була Уманьщина, піднесення якої сприяло розвитку в той час 9 міст: Умань, Соколівка, Буки, Торговиця, Голованець, Чащовата, Теплик, Богопіль та 264 сіл. Говорили тоді, що Потоцькому належала половина Брацлавського воєводства. Про Потоцького говорили, як про доброго пана та господаря. В Богополі та Могилеві-Подільському заклав карантинові будинки. В Уманщині Потоцький мав багато чиншової шляхти.
Потоцький жартував на тему свого покозачення, любив український фольклор, селянські весілля та вареники зі сметаною. Потоцький вів розкішне життя, годував та утримував за свій рахунок великий двір та багато приятелів. При дворі Потоцького перебували знані літератори: Адам Мощинський, Антоні Злотницький, кс. Міхал Серековський, Бенедикт Гулевич, Дизма Томашевський.
У 1782 році в Тульчині було споруджено прекрасний палац, тут заклали великий парк. Мандруючи з молодою дружиною Європою, Щенсний привіз з Італії в Тульчин багато саджанців пірамідальної тополі, інших рослин.
У маєтностях висівали нові на той час для тих місць сорти пшениці, жита, вівса. Селян поступово переводили на так званий генеральний чинш, тобто замість усіх повинностей вони сплачували гроші. Коли ж селян, переведених на такий чинш, залучали до роботи на поміщика, їм платили грошима. Така форма розрахунку була вигідна селянам, сприяла розвитку їхньої господарської ініціативи. У розробленій для маєтків Потоцького інструкції ключовому економу вказувалося, що «економ повинен до підлеглого ставитись як до людини, але якщо він не може, що важко уявити, то, у всякому разі, повинен підлеглого вважати за найважливіше добро господаря, якому він служить».
Ключовий економ повинен слідкувати, щоб усі селяни через кожні 6 років саджали у своєму дворі певну кількість яблунь, груш, вишень і шовковиці. Зобов'язувалися також селяни на своєму подвір'ї, а також в ярах та інших непридатних для оранки землях висаджувати для своїх потреб швидкорослі дерева — верби і тополі.
В Україні Потоцькому належало близько півтора мільйона гектарів, на нього працювало 130 (240) тисяч підлеглих, річний прибуток маєтків становив 3 мільйони золотих.
У його маєтності (Тульчин) як резидент останні роки життя провів Адам Поніньський (†1816), часто граючи в карти.

### Тульчинський палац
Тульчинський палац, як і замок батька Францішка Салезія Потоцького в Кристинополі, був збудований на зразок версальського, відносився до найбільших в тогочасній Речі Посполитій. В палаці утримував 400 чоловік прислуги, тримав тут стадо коней, найкраще і найбільше в Польщі. У Тульчині мав свій оркестр та друкарню. Підлеглі відробляли панщину тільки 1 день в місяць. Потоцький їздив каретою, запряженою 6 кіньми при супроводі 4 козаків. Тульчинський палац мав полотна знаменитих майстрів та велику бібліотеку, яка налічувала 17 000 томів. Під час перебування Потоцького в Гамбурзі в Тульчинському палаці проживав з військом А. Суворов, який серед усієї розкоші спав в чоботях на канапі.

## Кар'єра

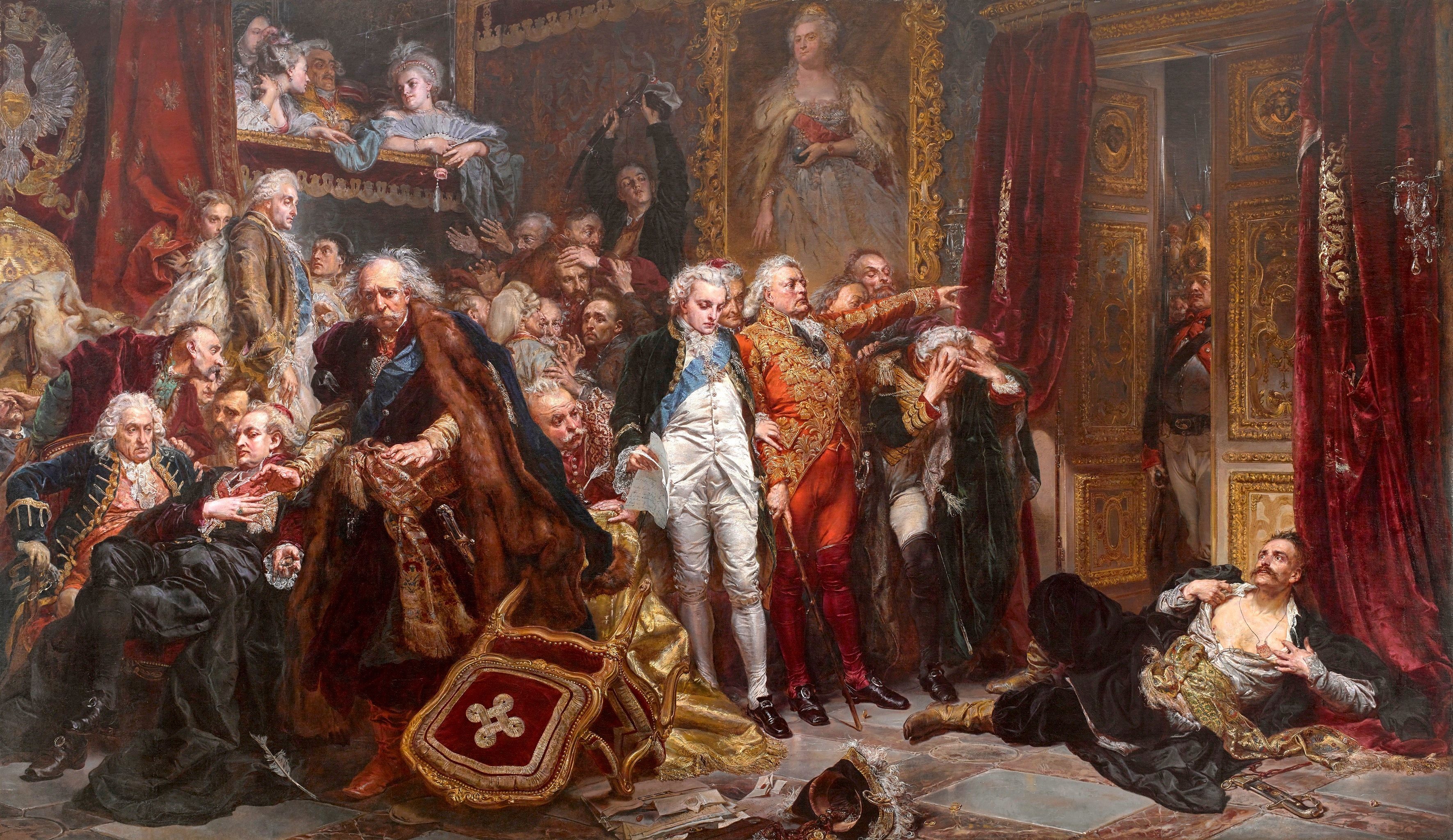
Картина Я. Матейка «Занепад Польщі»

2 серпня 1775 р. С. Щ. Потоцького було нагороджено орденом Білого Орла, з 1773 р. поринув у політичне життя Польщі.
Польський король Станіслав Авґуст свою неприязнь до Франца Салезія Потоцького переніс на сина Станіслава, після смерти київського воєводи Любомирського обіцяне йому Київське воєводство віддав Юзефа Стемпковському (мав вплив через своїх людей), хотів спонукати до купівлі воєводства. С. Щ. Потоцький, ображений такою поведінкою короля, вислав йому лист, відмовився від наданої королем посади великого хорунжого. Король через своїх людей спонукав Потоцького до подорожі Європою, щоб це привело його до значних витрат. Станіслав виїхав в подорож до Німеччини, Італії, Франції. Повернувшись з подорожі, під враженнями від поїздки побудував палац, на якому був напис: Щоб вільним та цнотливим був завжди мешканням.
Оцінюючи його особистість, король відвідав Тульчин, надав йому посаду руського воєводи. Потоцький віддячив королю взаємністю — надав зі своїх людей полк, який утримував своїм коштом до 1788 р.
На польському сеймі 1784 р. оголосив, що дарує Речі Посполитій артилерійський полк, буде забезпечувати його подальше утримання. Цей полк повинен був стояти у Тульчині, і для створення артилерійської частини сюди в 1786 році направили поручника Людвига Метцеля, майбутнього зодчого «Софіївки».
1788 р. на сеймі С. Щ. Потоцький склав добровільно обов'язки Руського воєводи, був обраний послом на сейм від Брацлавського воєводства.
У травні 1791 р. польський сейм прийняв нову конституцію і закони, які обмежували права шляхти. Це викликало незадоволення серед шляхти. Потоцький примкнув до «російської партії», метою якої було відновлення магнатства і старого господарства, так званою «польською свободою».
Коли під час турецько-російської війни Катерина ІІ перебувала в Києві та Каневі, Потоцький був там їй представлений.
У жовтні 1791 р. разом з гетьманами Северином Жевуським і Ксаверієм Браніцьким прибули до Ясс на головну квартиру російських військ, які брали участь у війні з Туреччиною, для обговорення планів боротьби за свої права. Імовірно, саме в Яссах Потоцький зблизився з прекрасною гречанкою Софією — дружиною, коменданта Кам'янець-Подільського — Юзефа Вітта, яка «працювала» на російський уряд і за допомогою своїх чар намагалася схилити Потоцького до альянсу з Росією.
Після складення графом Брюлем генеральства коронної артилерії цей титул отримав Потоцький.
На сеймі Потоцького несправедливо було звинувачено в проросійській політиці і дійшло до того, що Потоцький був попереджений, що на його життя може бути здійснений замах. Потоцький після такої невдячності за свої заслуги вирішив залишити сейм та Варшаву і виїхав до Відня. У Відні австрійський цісар Леопольд застеріг його та Северина Жевуського, через графа Голоредо, щоб вони пильнували цілісності свого краю, на який замірились Росія з Прусами. Северин Ревуський прихилив на свою сторону Браницького і вони втрьох поїхали на аудієнцію до Катерини. Катерина знаючи на той час про укладений договір з Прусами про поділ Польщі, навмисне подала їм надії, замишляючи зраду. Катерина дала Потоцькому запевнення, що не має наміру на землі та нікому іншому не дозволить на них претендувати.
Потоцький під впливом тих надії на Катерину, мав на меті відновлення давніх вільностей і в травні 1792 разом з Браницьким та Ревуським утворив в Торговиці конфедерацію. Обіцяючи народові цілісність, вільності та непідлеглість, Потоцький назвав конституцію 3 Мая гнобленням вільностей. Конфедерація була затверджена всіма прихильниками та Потоцький був обраний генеральним маршалком.
Росія під приводом допомоги конфедератам ввела з Волощини після укладення договору з турками 18 000 свого війська. Росія оголосила Польщі війну. Народ обурений проти Потоцького, поставив йому в вину те, що обираючи його маршалком, мав надію на детронізацію короля і з допомогою Росії Потоцький отримання титулу короля. Вся влада на той час була в руках Станіслава Потоцького і сам король був йому підпорядкований.
Салезій Потоцький у своєму посмертному тестаменті застерігав сина: в жодному разі не вступати в будь-які переговори з російським урядом
і не вірити його обіцянкам. Потоцький разом з іншими магнатами послали імператриці Катерині II проект «конфедерації» з метою скинути тодішній польський уряд і створити новий, в якому вони грали б чільну роль. Захищаючи, з одного боку, переваги і владу дворянства, а з іншого — союз із Росією, Потоцький скоро втратив любов свого народу, якою користувався раніше. Сейм зібралася 6 жовтня 1788 року і Потоцький не був обраний головою. Коли Потоцький запропонував союз з Росією, проти нього піднялися голоси, що він зрадник.
У 1790 року в Ясси до Григорія Потьомкіна приїхала шляхта, незадоволена реформаторськими прагненнями прогресивної партії, і шукали підтримки Росії. Софія Вітт також потрапила, за словами Роллє, в число знарядь, якими намагалися схилити Потоцького на свій бік. Потоцький приєднався до конфедерації. Катерина II через графа Олександра Безбородька передавала Потоцькому і Жевуському, що вони і всі прихильники старого способу правління знайдуть у ній справжнього друга. 29 грудня був підписаний мирний договір.
Катерина ІІ обіцяла Потоцькому потурбуватися про недоторканність їх володінь і що сильною підтримкою конфедерації повалить зроблені в Польщі нововведення. У квітні частина російських військ з Туреччини, під командою Каховського, велено було рушити до Польщі і перейти Дніпро. Імператриця наказала Каховському визнати Торговицьку конфедерацію і взаємодіяти з нею заодно. Під захистом російського війська конфедерація графа Потоцького в Тарговіцах оприлюднила конфедераційний акт, під яким першим підписався граф Станіслав Щенсний, а за ним і інші. У цьому акті конфедерати обіцяли «знищити конституцію 3-го травня, могилу свободи» та не розривати свого союзу до тих пір, поки не відновиться колишня свобода і республіканський спосіб правління.
Незабаром республіканські війська приєдналися до конфедерації, а вдалі дії російських спонукали і короля примкнути до акта Тарговицької конфедерації, і 19 серпня були відновлені в Польщі порядки, що існували до 3 травня 1791 р., і вироблена присяга військ і жителів королю і Тарговицької конфедерації.
31 серпня було урочисте з'єднання польської та литовської конфедерацій в Брест-Литовську. 14 вересня Потоцький отримав від Катєрини ІІ рескрипт з вдячністю; крім того, графиня Потоцька була завітала в статс-дами (1792), а сам він отримав орден Святого Андрія Первозванного. 6 жовтня граф Станіслав представив імператриці план майбутньої форми правління республіки, який повинен був надійти на розгляд сейму при конфедерації.
Російський міністр Сіверц, який був при конфедерації наказав королеві та конфедерації скликання сейму до Гродна на затвердження поділу Польщі. Тільки тоді Потоцький зрозумів зраду Катерини. Потоцький звинувачений народом, склав повноваження маршалка на користь Пулявського. Потоцькому поставили в вину, що його власні амбіції привели країну до краху. Лист Катерини Коссаковської потрапив до відкритості і спричинив ще більшу неприязнь народу до Потоцького. В листі Коссаковської були такі рядки: Не потрібно було панові надіятись на Росію, яка зрадила його батька і не дотримала обіцянок отримати польську корону.
Северин Жевуський закликав народ до спротиву, але сам не хотів стати на його організацію та виїхав до Відня, Браницький повернувся до Білої Церкви, готовий до усього. Один тільки Потоцький переживаючи за долю народу поїхав до Петербургу, на аудієнції Катерина заборонила йому навіть згадувати про долю краю. Катерина не дослухавши Потоцького перервала аудієнцію. Катерина сказала Потоцькому, що лише він для себе може просити якихось привілеїв. З Петербургу Потоцький виїхав в Травемюнди, а звідти до Гамбургу, де прожив 15 місяців.
Звідти від за вказівкою Катерини повернувся до рідного краю. Після другого поділу Польщі всі добра Потоцького були під владою Російської імперії. Всі величезні маєтки Потоцького, при переході під російське панування, залишилися за ним. У цей час Потоцький зовсім підкорився Софії, так як тільки вона ще й прив'язувала його до життя в тому відчайдушному положенні, в якому він опинився після Другого поділу Речі Посполитої. Катерина мимо його волі назначила його генерал-лейтенантом. У 1795 у Потоцький прибув до Санкт-Петербурга, де при дворі знаходилася його дружина Юзефіна, статс-дама Катерини II. З 1797 р. С. Щ. Потоцький — генерал російської служби, 30 жовтня 1798 р. був звільнений від служби. Всі спроби його до розлучення виявилися марними: Юзефіна не погоджувалася.

## Життя в Умані
Маєтки С. Щ. Потоцького знаходилися на старих гайдамацьких шляхах, на кордоні з «Новою Сербією», яка належала до Росії та Єдисаном, Молдовою, які належали Туреччині — це було причиною того, що він утримував власне військо, яке складалося з козаків та чиншової шляхти. В його землях квартирували відділи українсько-подільської дивізії. Утримував в Умані полк надвірної козацької міліції.
На початку 1798 р. померла Юзефіна. 17 квітня того року поблизу Тульчина уклала шлюб Софія Вітт, уроджена Глявоне. Потоцькі оселилися в Умані; тут Щенсний заклав величезний сад, який, на честь своєї третьої дружини, назвав «Софіївка» (нині — винятковий за своєю красою і великій кількості рідкісної рослинності дендрологічний парк, відвідуваний тисячами туристів з усього світу). Життя їх потекло спокійно, в колі старих друзів Потоцького, які розділяли з ним участь в злощасній конфедерації. Мало-помалу деякі інші магнати згадали дорогу до Уманського палацу.
9 червня 1792 після укладення Тарґовицької конфедерації С. Щ. Потоцький як король, здійснив тріумфальний в'їзд в Умань.

1795—1805 після повернення з Гамбургу заклав Софіївку. Роботи в Софіївці тривали 10 років. Людська праця в Софіївці коштувала мільйонів.
Любив український фольклор, в Тульчині мав оркестр українських музик під керуванням Федора Ковальчука.
Софія зрадила С. Щ. Потоцькому з його найстаршим і улюбленим сином Щесним Єжи (Юрієм) Потоцьким (останній її син — від сина Станіслава). Потоцький дізнався про зраду пізніше усіх. Занепад рідного краю, зрада Софії з улюбленим сином призвели до хвороби.
Помер 14 березня 1805 р. (напис на труні) або від вади в легенях, або від гниття нирок. Василіянин Юліян Михалевський 31 березня виголосив промову під час похоронної церемонії в костелі домініканців Тульчина (за спогадами Ю. У. Нємцевіча, храм був тоді не закінчений або був не до виготовлений гробівець). За версією Хжонщевського, тіло було тимчасово покладене в цвинтарній каплиці, до якої вдерлись крадії, зняли з тіла коштовний мундир генерала-аншефа, ордени. 19 червня 1805 р. тіло було покладене в гробівці у храмі. У 1833 р. костел домініканців став православною церквою, тому 1874 р. тіло перенесене до парафіяльного костелу (розбудована цвинтарна каплиця) в Тульчині. За версією Хжонщевського (без дати) та Леона Потоцького (26 червня 1826 р.), тіло в труні було вдруге урочисто поховане в ніби тільки що збудованому спадкоємцями мурованому костелі домініканців на місці зруйнованого дерев'яного.
Помер з медальйоном першої жінки Коморовської.
Софія та син не сміли до нього прийти, ховалися в сусідніх кімнатах. Жодної людини не було біля Потоцького, крім вірного Бістецького (колись врятував йому життя), ілюміната графа Тадеуша Грабянки.
Після смерті чоловіка вдова зайнялася облаштуванням свого маєтку, благодійністю, стала зразковою сім'янинкою, залишивши по собі добру пам'ять. Від шлюбу з Потоцьким мала трьох синів, двох дочок, з яких графиня Софія була одружена з графом П. Д. Кисельовим, графиня Ольга — за Л. А. Наришкіним. Графиня Софія Потоцька (нар. 1765 р.), відома під прізвиськом «la belle Phanariote», померла 1822 року у віці 56 років.

## Масонська діяльність

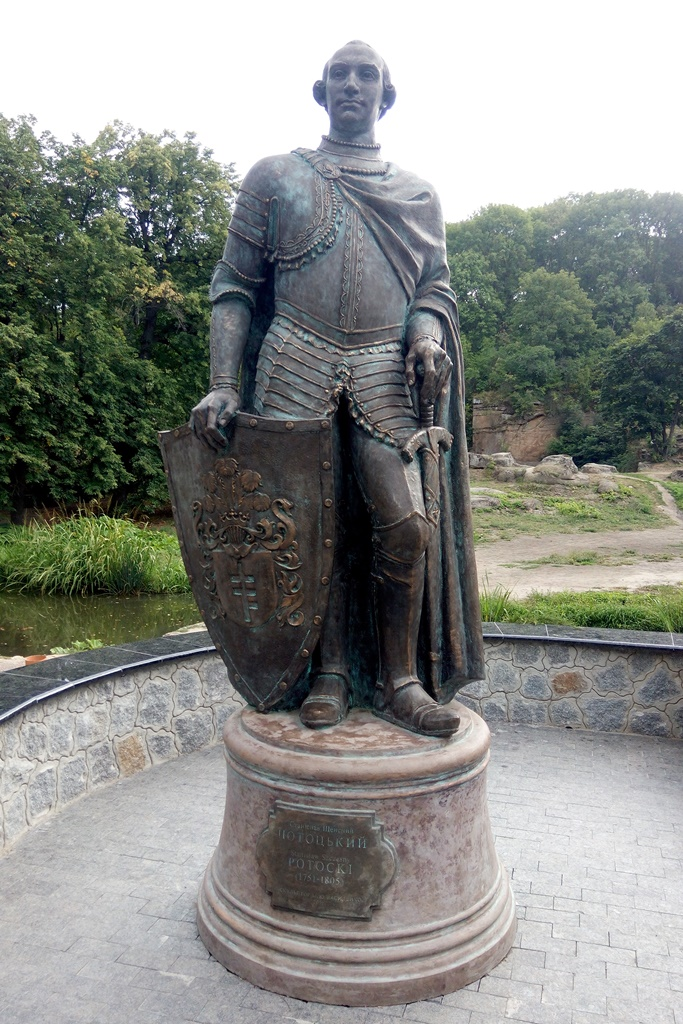
Пам'ятник Станіславу Потоцькому у місті Умань

27 грудня 1784 р. був обраний (після смерті А. Мокроновського) майстром масонської майстерні «Великого Сходу Народового». Попередня масонська кар'єра Потоцького невідома, за свідченням Л.Гасса належав до майстерні «Святиня Ізіс». Через приятельські стосунки з Мнішами, Брюлями, а також родство з Станіславом Косткою, Ігнатом, Яном Непомуценом Потоцькими був Станіслав Потоцький пов'язаний з масонською елітою того часу. Його дружина Амалія належала до адаптаційної ложі «Доброчинність». Вибір Потоцького майстром поновлявся чотири рази — до 11.01.1789. В Тульчині він в 1786 р. заснував майстерню «Правдивий Патріотизм». На зібраннях ложі Великого Сходу появлявся рідко, обирали його майстром заочно. Був членом масонської майстерні «Трьох білих Орлів» у Львові. 1785-1789 р. займав посаду Великого Майстра ложі «Великого Сходу». Наприкінці життя приймав ідеї ілюміната Тадеуша Грабянки, титулованого «Королем нового Ізраелю».

## Доброчинність, власність
- Заклав 1780 р. в Умані церкву оо. Василіян.
- Збудував найбільший на теренах Речі Посполитої палац в Тульчині.
- Заклав один з найбільших парків в Європі — Софіївку.
- Продав 1780 року Струсів Лянцкоронським.
- Відстоював повернення василіян, відновлення їхньої школи в Умані після її закриття російським урядом.
- Скасував у своїх землях панщину, на її місце ввів чинш.

## Архіви
Великі архіви С. Щ. Потоцького частково знаходяться в Кракові, весь господарський архів та родинна переписка знаходяться в Києві. Архівні матеріали, що стосуються політичної діяльності С. Щ. Потоцького, знаходяться в Москві.

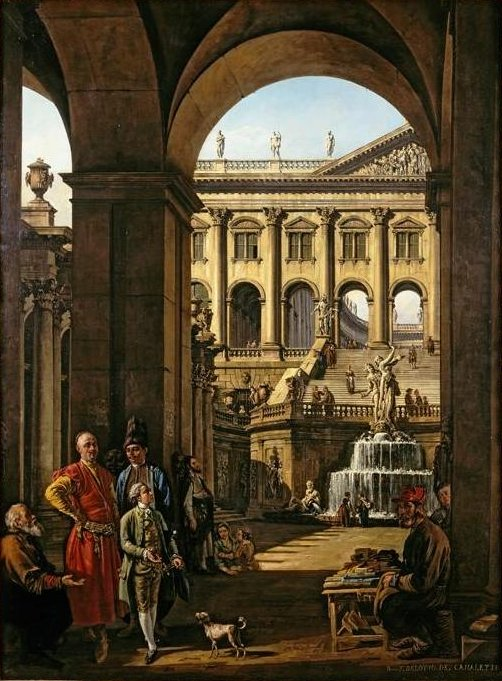
Салезій з Станіславом
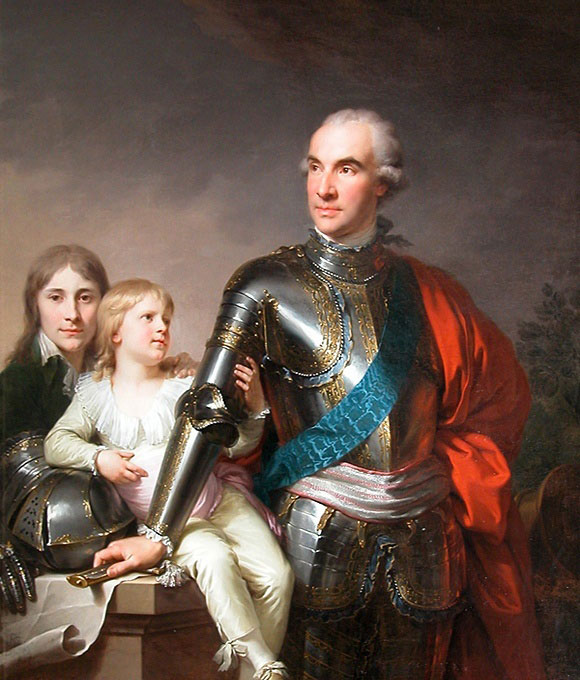
Станіслав Щенсний Потоцький
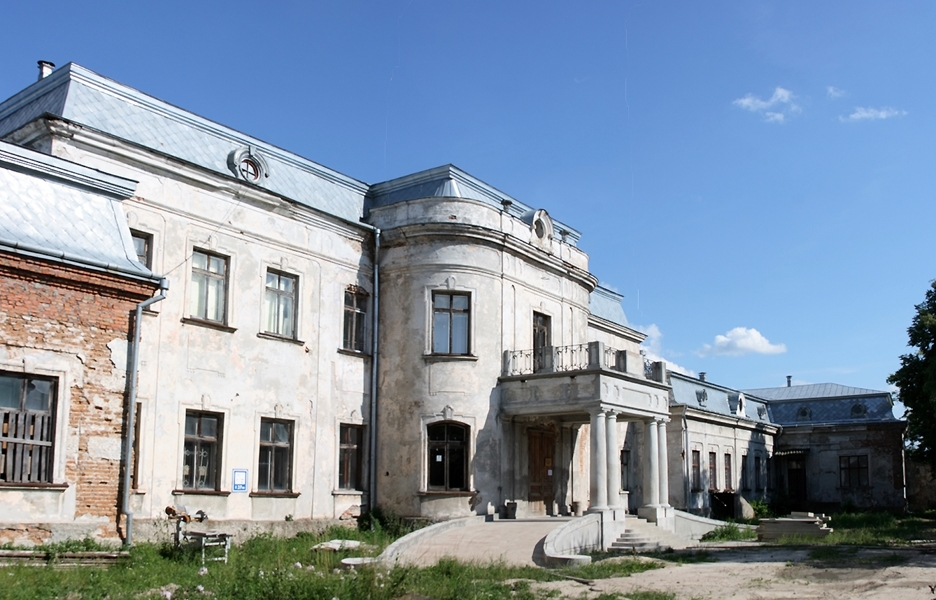
Палац Потоцьких в Кристинополі
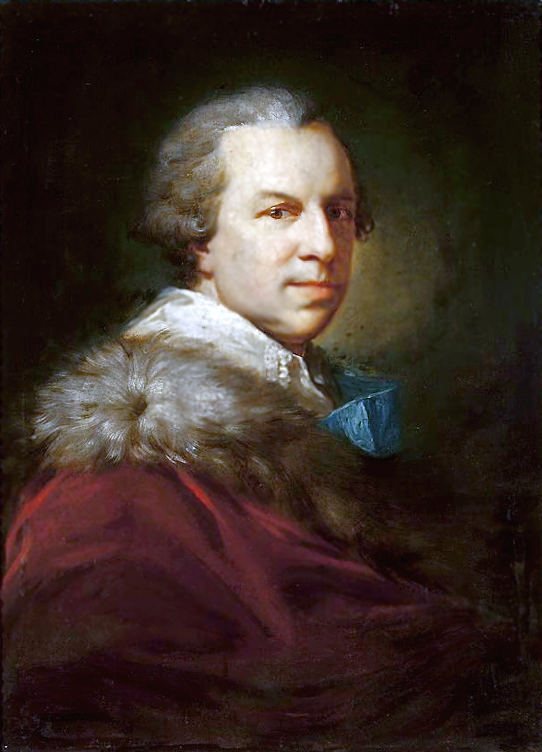
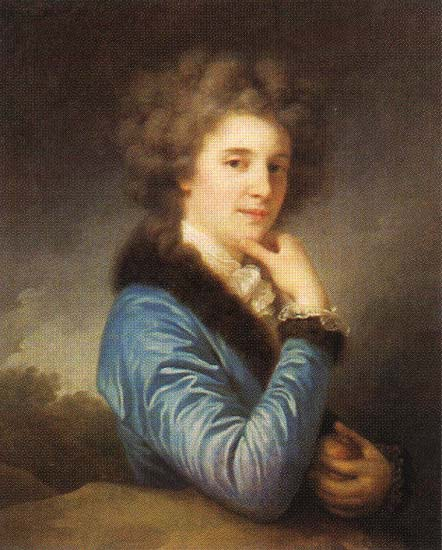
Софія Челіче-Вітт-Потоцька
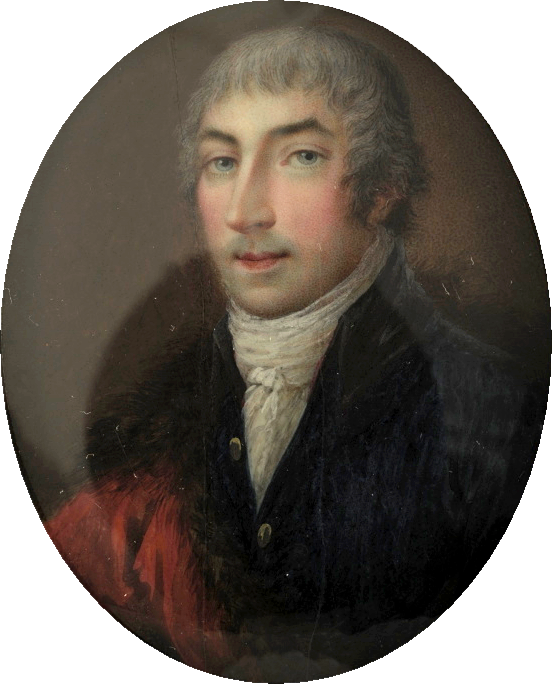
Юрій (Єжи) Щенсний Потоцький
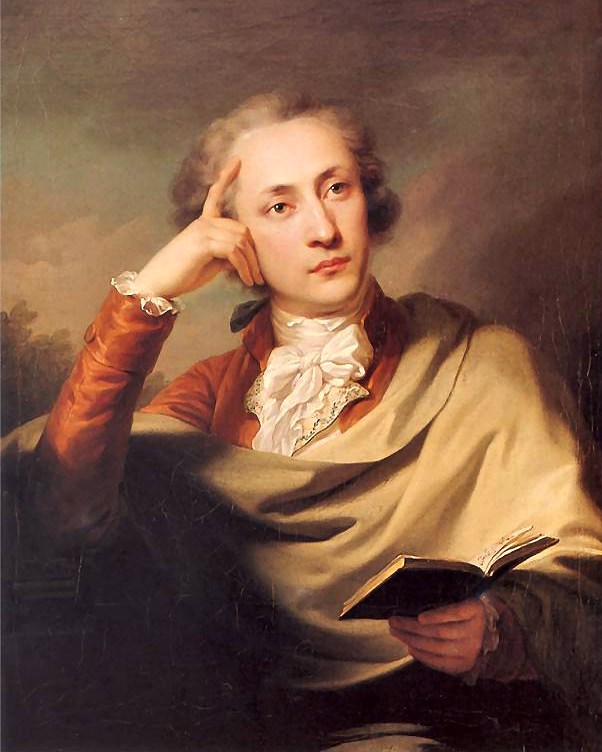
Єжи Щенсний Потоцький

## Вшанування пам'яті
У місті Умань є вулиця Потоцького.
У Національному дендрологічному парку «Софіївка» встановлено пам'ятник Станіславу Потоцькому.